# مون-ترومبلان، کبک

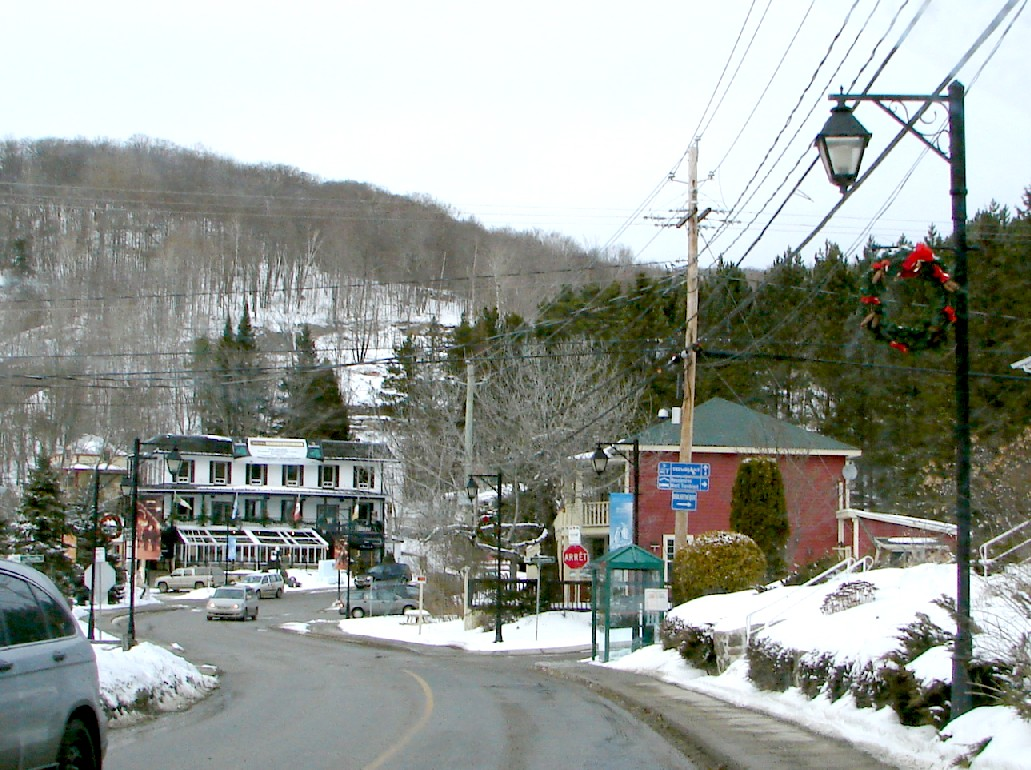
مون-ترومبلان، کبک

مون-ترومبلان (به فرانسوی: Mont-Tremblant) شهرکی در منطقه شهری له لورانتید ناحیه لورانتید در استان کبک کانادا است. در سرشماری سال ۲۰۱۱ این شهرک ۹٬۰۹۲ نفر جمعیت داشته‌است و مساحت آن ۲۳۵٫۹۷ کیلومتر مربع است.